# Leirhøi
Leirhøi eller Leirhøe er et bjerg i Lom kommune i Innlandet fylke i Norge. Bjerget har en højde på 2.30 meter over havet og er det 16. højeste bjerg i landet. Det ligger i Jotunheimen nationalpark, nord for Store Memurutinden, sydøst for Spiterstulen.